# Kaj lepega povej
Kaj lepega povej je zbirka pesmi, ki jih je napisala Svetlana Makarovič in objavila v zbirki Veliki otroci. Izšla je leta 1993 pri Državni založbi Slovenije.

## Vsebina
Pesnica je zbirko petdesetih pesmi razdelila na pet delov: Nagajivke, Voščilnice, Valentinke, Novoletnice in Pesmi v slovo. Pesnica je v knjigi uporabila različne tematike, od ljubezni do smrti. Lirične značilnosti se izražajo z izpovedovanjem, ki definira zbirko in izrazi njen namen. V vsakem sklopu je različno število pesmi.

## Analiza
Besedila so lirična, namenjena izpovedovanju, izrekanju želja in občutkov. V pesmih Nagajivke pesnica opisuje čustva zaljubljencev, dvorjenje, in zavračanje. Podobno piše tudi v Valentinkah, kjer se osredotoči na izpovedovanje ljubezni. V Voščilnicah pesmi vsebujejo voščila ob rojstvu, za rojstni dan in ob praznovanju le tega. Novoletnice so namenjene izrekanju želja ob novem letu. Zadnji sklop pesmi je avtorica poimenovala Pesmi v slovo. Pesmi so izražene z eksistencializmom. Sestava pesmi ni enaka, pesniške figure v zbirki pa so značilne rime: zaporedne (Ta nagajiva pesmica), oklepajoče(V srebrnem ivju bakle plapolajo), prestopne (Vi gospod ste poročeni), pretrgane (So pokošeni travniki).